# 239 г. пр.н.е.
239 (двеста тридесет и девета) година преди новата ера (пр.н.е.) е година от доюлианския (Помпилийски) римски календар.

## Събития

### В Римската република
- Консули са Гай Мамилий Турин и Квинт Валерий Фалтон.
- Рим отклонява покана от разбунтувалите се срещу Картаген наемници да окупира остров Сардиния.[1]

### В Картаген
- Продължава въстанието на наемниците срещу Картаген. Ханон, който е съкомандващ картагенските сили заедно с Хамилкар Барка, е принуден да се оттегли поради разногласията между двамата, което пречи на успеха на военната кампания.[2]
- Наемниците са победени от Хамилкар при Прион.[1]

### В Гърция
- Антигон II Гонат е наследен като цар от Деметрий II Македонски. Деметрий сключва съюз с Епир и се жени за Фтия[3]
- Етолийците атакуват епирска Акарнания. Продължават ахейските атаки срещу Атина и Аргос. Започва т. нар. „Деметриева война“ между съюзените ахейци и етолийци от една страна и македонския цар от друга.[3]
- Арат Сикионски е избран четвърти път за стратег на Ахейския съюз.[3]

### В Бактрия
- Диодот I побеждава партска армия в битка, но умира скоро след това. Наследен е на трона от сина си Диодот II.

### В империята на Селевкидите
- По време на т. нар. „Братска война“, Селевк II Калиник е разбит от брат си Антиох Хиеракс край Анкара.[4][notes 1]

## Родени
- Ений, древноримски поет, смятан за баща на римската поезия (умрял 169 г. пр.н.е.)

## Починали
- Антигон II Гонат, цар на древна Македония (роден 319 г. пр.н.е.)
- Диодот I, основател на Гръко-бактрийското царство (роден 285 г. пр.н.е.)

Бележки:
1. ↑  Хронологията на тази война не е установена с точност. За битката при Анкара освен 239 г. пр.н.е. се посочват и 240 г. пр.н.е. и дори 235 г. пр.н.е.